# Concattedrale di San Secondiano
La concattedrale di San Secondiano è il principale luogo di culto di Chiusi, in provincia di Siena, concattedrale della diocesi di Montepulciano-Chiusi-Pienza.

## Storia
Gli scavi eseguiti negli anni settanta nella zona del presbiterio hanno fatto emergere un edificio sottostante all'attuale, sorto sui resti di una costruzione più antica. Si tratta di una basilica a tre navate con pilastri quadrangolari, le pareti ad intonaco dipinto e il pavimento a mosaico databile tra la fine del IV secolo e l'inizio del V. La Concattedrale fu costruita dal vescovo chiusino Fiorentino tra il 554 ed il 560, impiegando in parte gli elementi architettonici dell'antica basilica, ma anche materiali di epoca romana che si trovavano abbandonati in loco. In epoca romanica, nel XII secolo, ebbe delle ristrutturazioni che comportarono anche il rifacimento della facciata. A parte il rialzamento delle navate laterali, l'apertura e la chiusura di alcune finestre, la chiesa non ebbe grandi interventi fino al tardo Settecento.
Tra 1775 e 1822 però, la chiesa ha subito massicci restauri per volontà del vescovo Giuseppe Pannilini, che fece realizzare, dall'architetto Luigi Vegni, anche le volte delle navate laterali, lo scomparso soffitto a cassettoni della navata centrale, ed un nuovo pavimento. Nel 1832 si procedette a demolire il protiro medievale.
Successivamente la chiesa fu radicalmente ristrutturata negli anni 1887-1894 sotto la direzione di Giuseppe Partini. Questi ultimi lavori portarono tra l'altro al rifacimento della facciata, mentre all'interno si rifece il soffitto, questa volta a capriate, e si volle ornare le pareti di mosaici all'antica, allo scopo di dare alla chiesa una rinnovata immagine paleocristiana.

## Descrizione

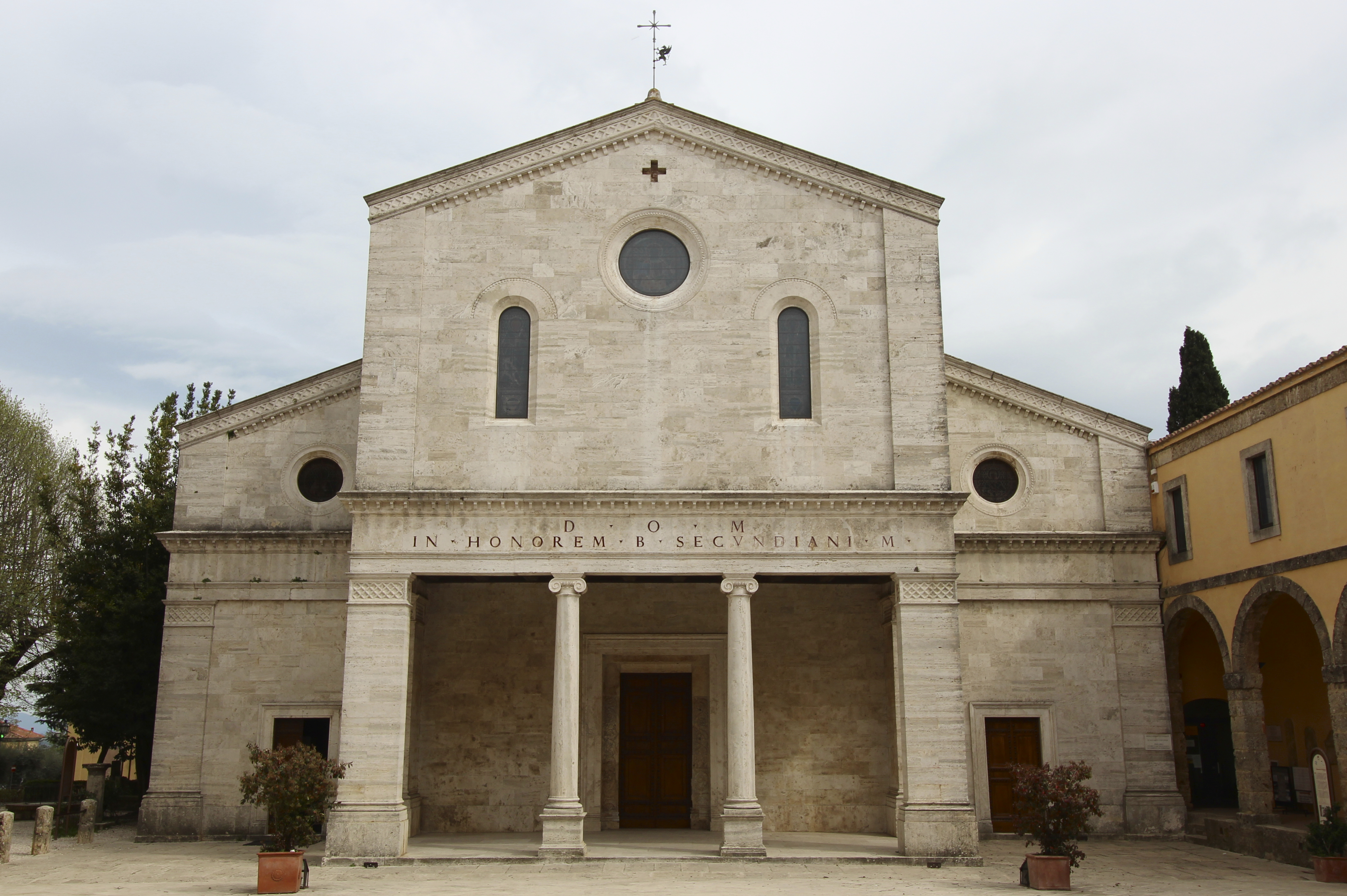
La facciata

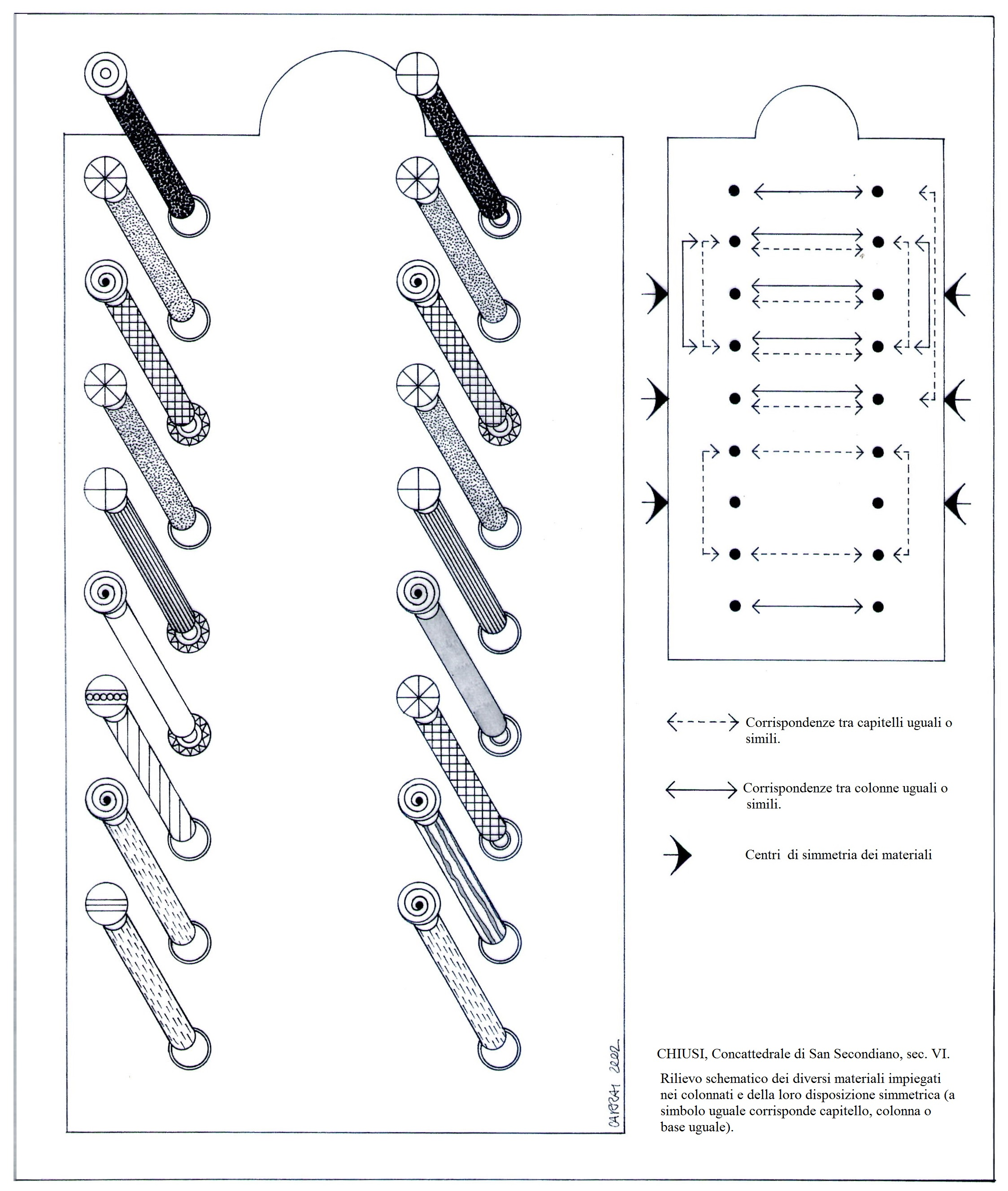
Come in molte basiliche paleocristiane, colonne e capitelli differenti sono disposti secondo un complesso schema di simmetrie e rimandi a distanza.

L'esterno della concattedrale si caratterizza per il suo campanile isolato, costruito nel 1585 trasformando una torre di difesa. Sotto la torre, a circa 12 metri di profondità, si trova una piscina romana del I secolo a.C. costituita da due ambienti con volta a botte. La facciata, preceduta da un protiro ionico, si distingue per l'impostazione architettonica che unisce caratteri paleocristiani romani a motivi bizantino-ravennati.
L'interno è di forma basilicale con tre grandi navate divise da diciotto diverse colonne recuperate da costruzioni più antiche, forse romane. Le colonne, in marmo e travertino con capitelli in diversi stili, ricordano la primitiva edificazione paleocristiana cui seguì la ristrutturazione rinascimentale e poi quella ottocentesca. Sulla terza colonna di sinistra è inciso il nome del vescovo Florentino, permettendo di datare l'edificio al 558-560. Al di sopra delle arcate si aprono otto grandi finestroni per parte.
Le navate furono riaperte durante i lavori eseguiti tra il 1884 e il 1894. Le pareti della navata centrale, parte della controfacciata e l'abside sono stati dipinti a finto mosaico in stile ravennate e romano dal senese Arturo Viligiardi alla fine dell'Ottocento. Secondo un complesso programma iconografico, nella navata centrale sono raffigurati a sinistra e a destra due teorie di sante e di santi martiri sepolti nelle catacombe clusine o legati alla vicenda storica di Santa Mustiola. Il dipinto dell'abside, ispirato ai mosaici della basilica di Santa Maria Maggiore a Roma, è datato 1892, quello a destra raffigura la Martire Orsola (1894), mentre quello a sinistra raffigura Santa Caterina d'Alessandria.

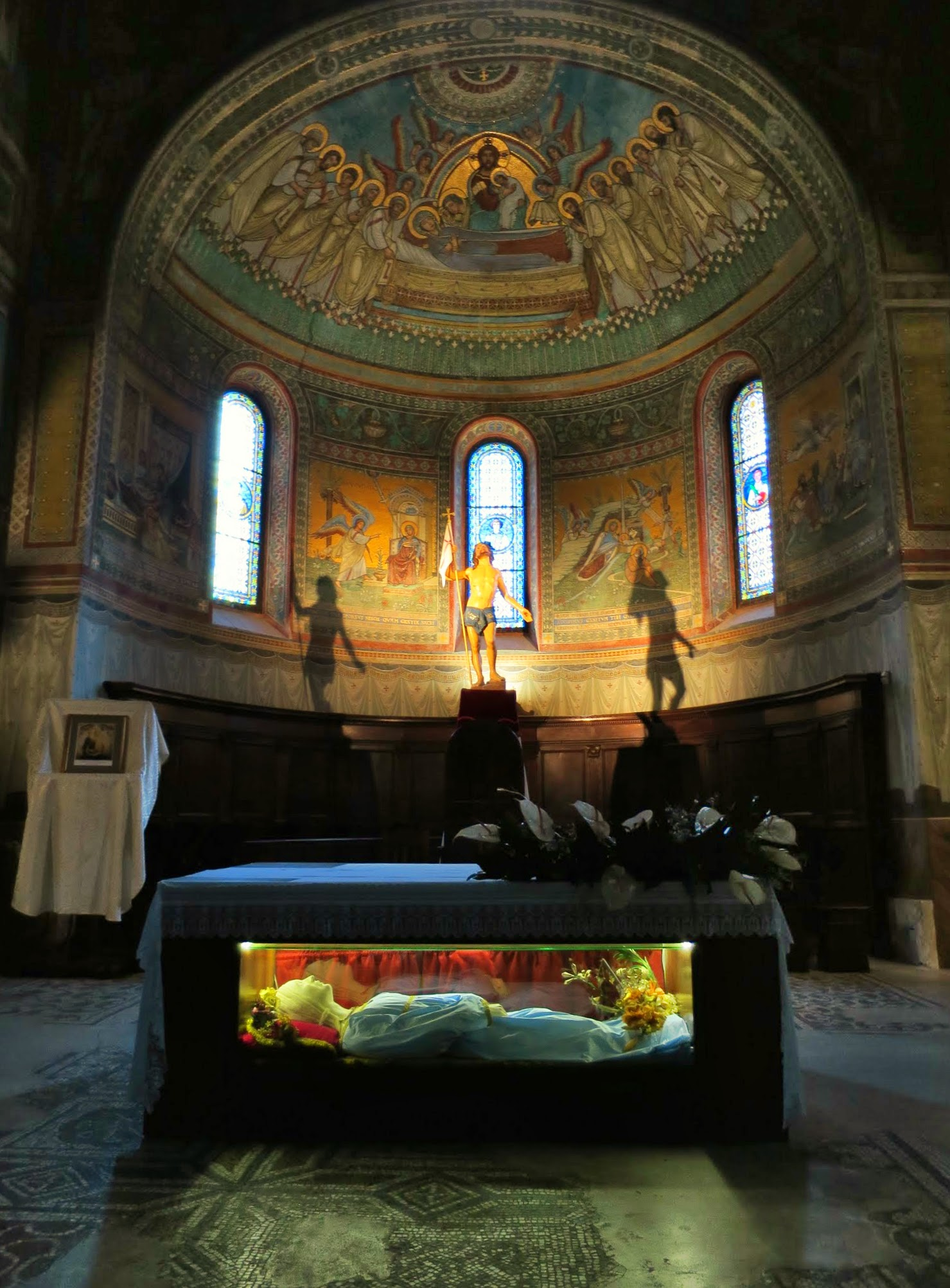
Altare maggiore e abside

A sinistra ed a destra della porta d'ingresso centrale sono due epigrafi fatte scolpire dal vescovo Arcadio verso il 730. Entrando, subito a destra si trova un'edicola dipinta da Arturo Viligiardi, sostenuta da due colonne di fattura romana che provengono dalla distrutta chiesa di Santa Mustiola e già appartenenti al ciborio eretto dal duca Gregorio nel 728 circa. All'interno è una vasca monolitica in marmo che forma il fonte battesimale sormontato dalla statua di San Giovanni Battista. Nella navata sinistra è la tomba di santa Mustiola, formata da un'urna in pietra in cui furono posti nel 1474 i resti della santa, insieme all'antica urna fittile, dopo che il corpo stesso fu esumato dal sepolcro del V secolo posto dietro l'altare maggiore della distrutta chiesa di Santa Mustiola. Le due colonne e le pietre in travertino del cenotafio sono materiale di reimpiego provenienti da Santa Mustiola.
Nel 1785 fu eretto il nuovo altare maggiore che doveva ospitare l'urna di Santa Mustiola, altare poi trasferito negli anni settanta in sagrestia per consentire gli scavi nel presbiterio. Dell'originario altare restano probabilmente i due frammentari elementi architettonici in pietra conservati ai lati del portale maggiore. Nel presbiterio si trova il coro in legno intagliato del 1660.
La cappella del Santissimo Sacramento, che si apre nella navata sinistra, fu costruita nel 1801, nel periodo delle massicce ristrutturazioni operate tra Settecento ed Ottocento, utilizzando anche alcune colonne della distrutta Basilica di Santa Mustiola. All'altare della cappella vi fu trasferita la pala con l'Adorazione del Bambino tra i santi Secondiano e Girolamo del senese Bernardino Fungai, databile ai primi anni del XVI secolo, originariamente collocata sull’altare maggiore.
La cappella della Madonna si apre nella navata destra, fu in origine dedicata a Santa Caterina da Siena e fatta costruire nel 1631 dal vescovo Alfonso Petrucci, che volle essere sepolto sotto il pavimento. La cappella conserva dell'aspetto secentesco solo l'arco di ingresso e l'altare. Quest'ultimo è oggi decorato da un affresco a "finto mosaico", di un carattere bizantineggiante volutamente intonato allo stile della basilica, eseguito nel 1893 da Arturo Viligiardi e raffigurante Santa Caterina che impara miracolosamente a leggere.
Sulla cantoria in controfacciata si trova l'organo a canne, costruito da Giosuè Agati nel 1814 e successivamente più volte modificato; a trasmissione integralmente meccanica, dispone di 24 registri ed è racchiuso all'interno di una cassa lignea di semplice fattura geometrica, con mostra composta da canne di principale disposte in un'unica cuspide con ali laterali.